# Yolande Fox
Yolande Betbeze Fox, dite Yolande Fox, née le 29 novembre 1928 à Mobile dans l'État de l'Alabama, dans une famille basque et morte le 22 février 2016 à Washington,  Miss America en 1951,  militante féministe et chanteuse d'opéra américaine. Elle avait adhéré au mouvement antiraciste et pacifique aux États-Unis.

## Biographie
Elle est née dans une famille catholique d'origine basque d'un père boucher et d'une mère femme au foyer, Yolande grandit durant son enfance dans un couvent, ou elle fera son éducation.
En 1950, elle décide de se lancer dans le mannequinat, et rêve de postuler pour le titre de Miss America en obtenant la couronne de Miss Alabama. En 1951, l'année suivante, Yolande remporte le fameux titre de Miss America de 1951, fière d’être devenue miss, le comité Miss America, lui propose de poser en maillot de bain pour la publicité Catalina, mais Yolande refuse; le comité décide de sponsoriser la marque avec un autre concours de beauté qui donne naissance à Miss USA.
Elle est également membre du Mouvement féministe, puis ambassadrice à Paris de l’Association nationale pour la Promotion des Gens de Couleur en Alabama (NAACP v. Alabama), composée des  Afro-Américains  en Alabama (proche de l’Association nationale pour la Promotion des Gens de Couleur), du CORE (Congrès racial et inégalité) et du SANE Nuclear Policy (organisme de paix (en))  en parallèle, elle fait des études de philosophie à The New School à New York.
Yolande est aussi chanteuse d'opéra à succès, qui se produit souvent à l'Opéra de Mobile en Alabama, et au Théâtre de Broadway à New York.

## Vie privée
Elle fut amie avec le joueur de baseball Joe DiMaggio. 
Yolande a épousé Matthew M. Fox et ils ont eu une fille, Dolly. Après la mort de son mari en 1964, elle s'installe à Georgetown, dans le district de Columbia, où elle faisait partie d'une foule de fun-loving et d'élite appelée « la balançoire » (Swing Set).
Puis, au milieu les années 1960, elle reste en compagnie de Cherif Guellal, un diplomate algérien, consultant et une figure de showbiz, qui s'est occupé de sa petite fille Paris Campbell, jusqu'à sa mort en 2009. Yoland Fox considérera Chérif Guellal comme époux jusqu'à sa mort en 2009 et elle désirait écrire ses mémoires.
Elle meurt le 22 février 2016 à l'âge de 87 ans , d'un cancer du poumon,.